# 徳島県道128号阿南羽ノ浦線
徳島県道128号阿南羽ノ浦線（とくしまけんどう128ごう あなんはのうらせん）は、徳島県阿南市を通る一般県道である。

## 概要
阿南市羽ノ浦町古庄から阿南市那賀川町大京原を経由して阿南市羽ノ浦町宮倉に至る。全線で2車線の道路であり、交通量の多くなく走りやすい道である。

### 路線データ
- 起点：徳島県阿南市羽ノ浦町古庄（徳島県道24号羽ノ浦福井線起点、徳島県道130号大林津乃峰線交点）
- 終点：徳島県阿南市羽ノ浦町宮倉（徳島県道130号大林津乃峰線交点、徳島県道136号宮倉徳島線起点）
- 総延長：9.506 km[1]

## 歴史
- 1959年（昭和34年）1月31日 - 徳島県道13号阿南羽ノ浦線として認定。
- 1972年（昭和47年）3月10日 - 現在の128号阿南羽ノ浦線に。

## 路線状況

### 重複区間
- 徳島県道27号阿南那賀川線（阿南市那賀川町大京原 - 阿南市那賀川町原）

## 地理

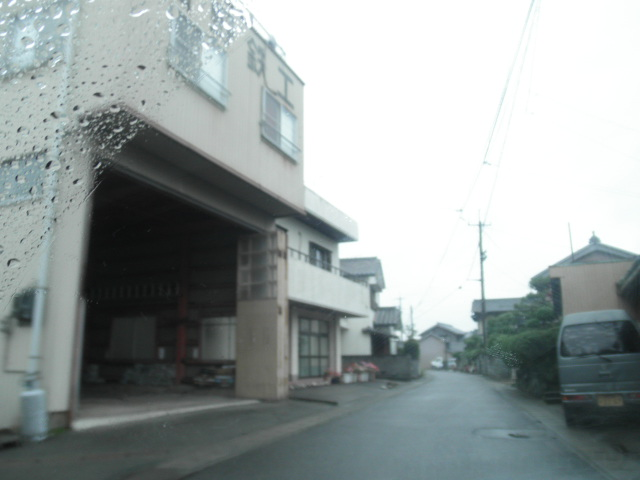
那賀川町にある旧道の区間
阿南市那賀川町大京原

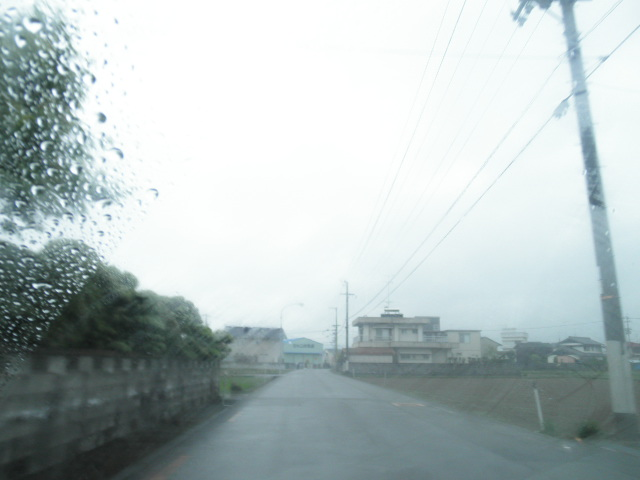
羽ノ浦町にある旧道の区間
羽ノ浦町中庄

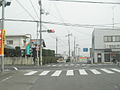
終点の場所
阿南市羽ノ浦町宮倉

### 通過する自治体
- 徳島県
  - 阿南市

### 交差する道路
| 交差する道路                                                  | 交差する場所   | 交差する場所 |
| ------------------------------------------------------------- | -------------- | ------------ |
| 徳島県道24号羽ノ浦福井線 徳島県道130号大林津乃峰線            | 羽ノ浦町古庄   | 起点         |
| 徳島県道27号阿南那賀川線 重複区間起点 徳島県道277号中島古庄線 | 那賀川町大京原 |              |
| 徳島県道27号阿南那賀川線 重複区間終点                         | 那賀川町原     |              |
| 徳島県道275号敷地羽ノ浦線                                     | 羽ノ浦町中庄   |              |
| 徳島県道274号坂野羽ノ浦線                                     | 羽ノ浦町中庄   |              |
| 徳島県道130号大林津乃峰線 徳島県道136号宮倉徳島線             | 羽ノ浦町宮倉   | 終点         |

### 交差する鉄道
- 牟岐線

### 沿線
- 那賀川
- JR四国牟岐線 西原駅

## ギャラリー

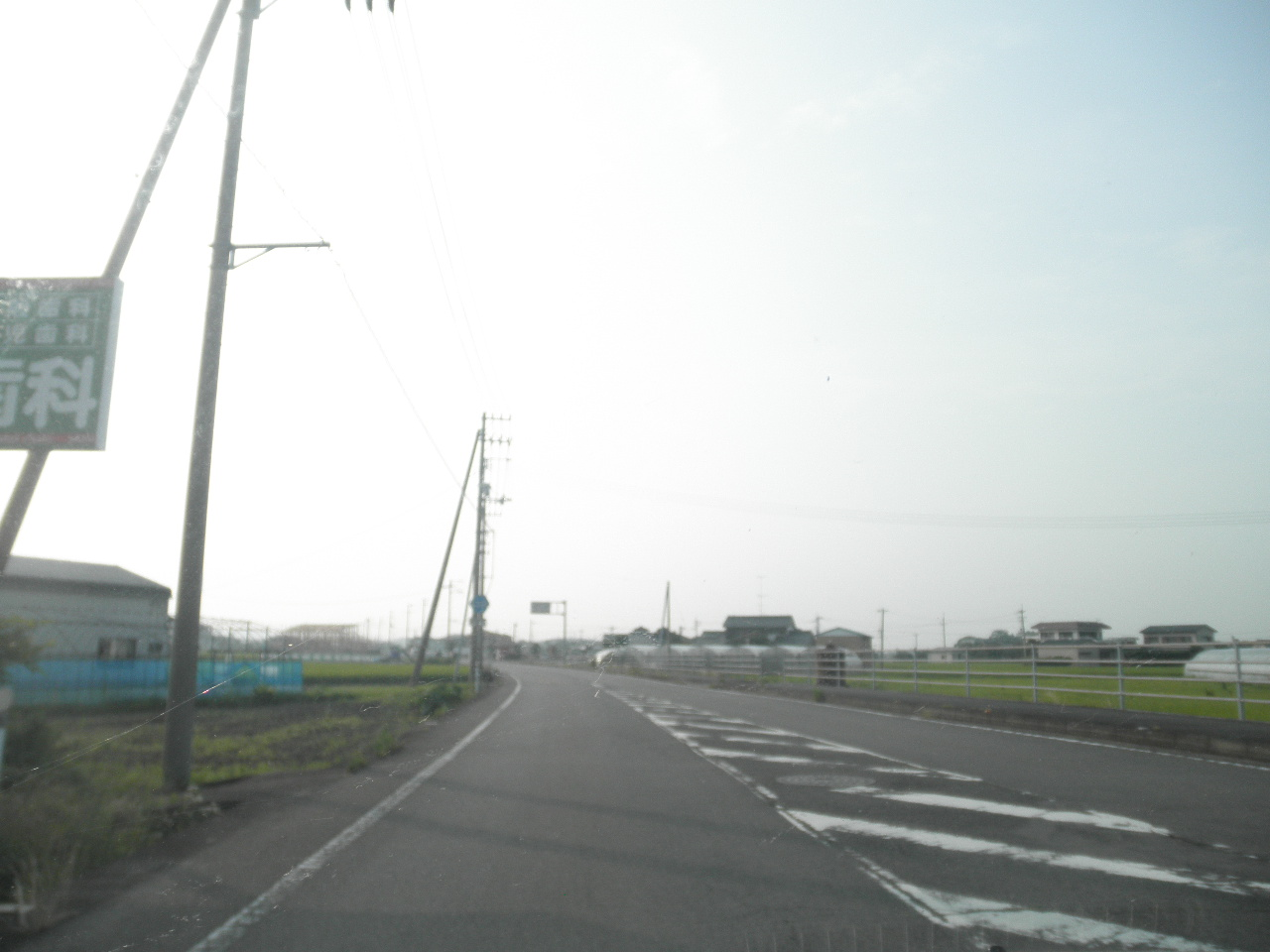
阿南市那賀川町原
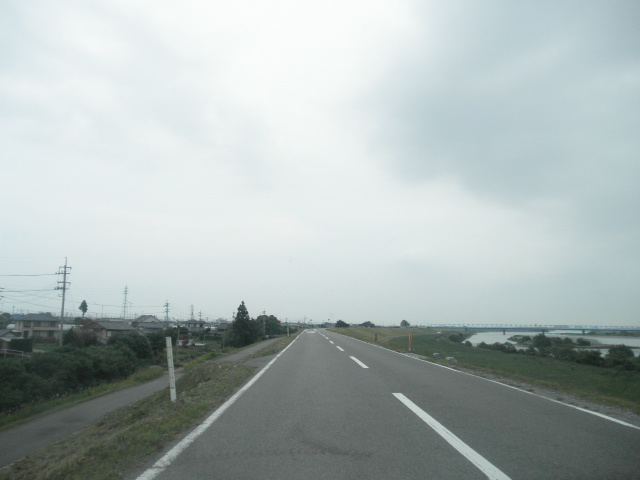
阿南市那賀川町西原
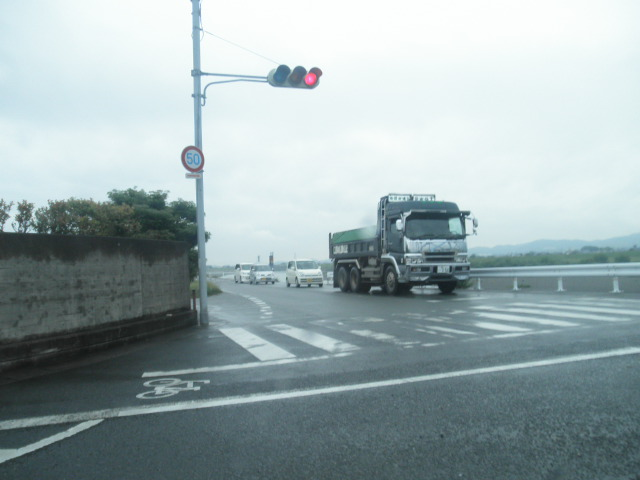
阿南市羽ノ浦町古庄字古野神
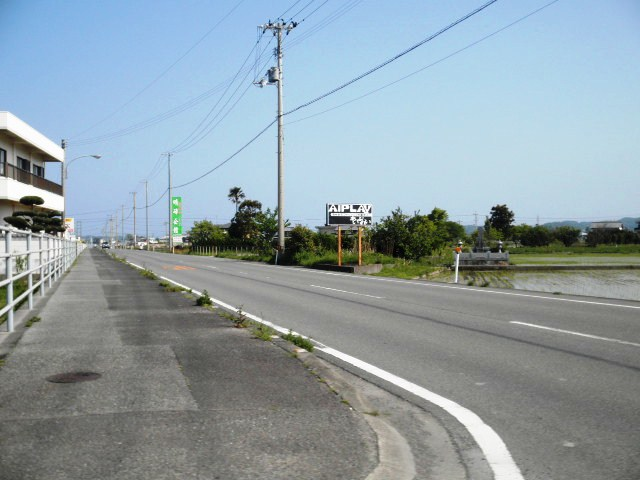
阿南市羽ノ浦町中庄字大知渕
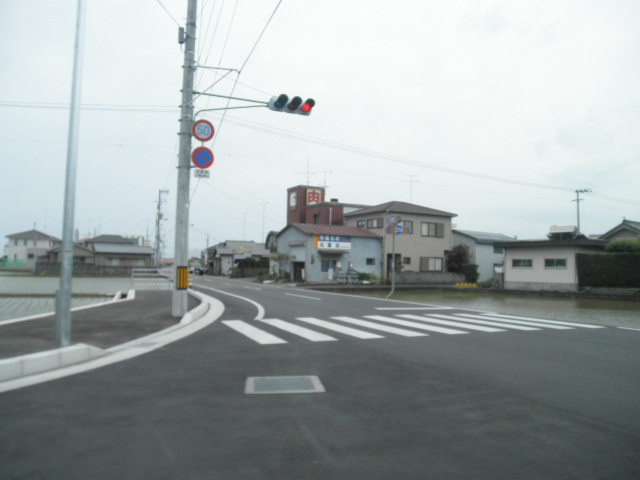
阿南市羽ノ浦町中庄字中分
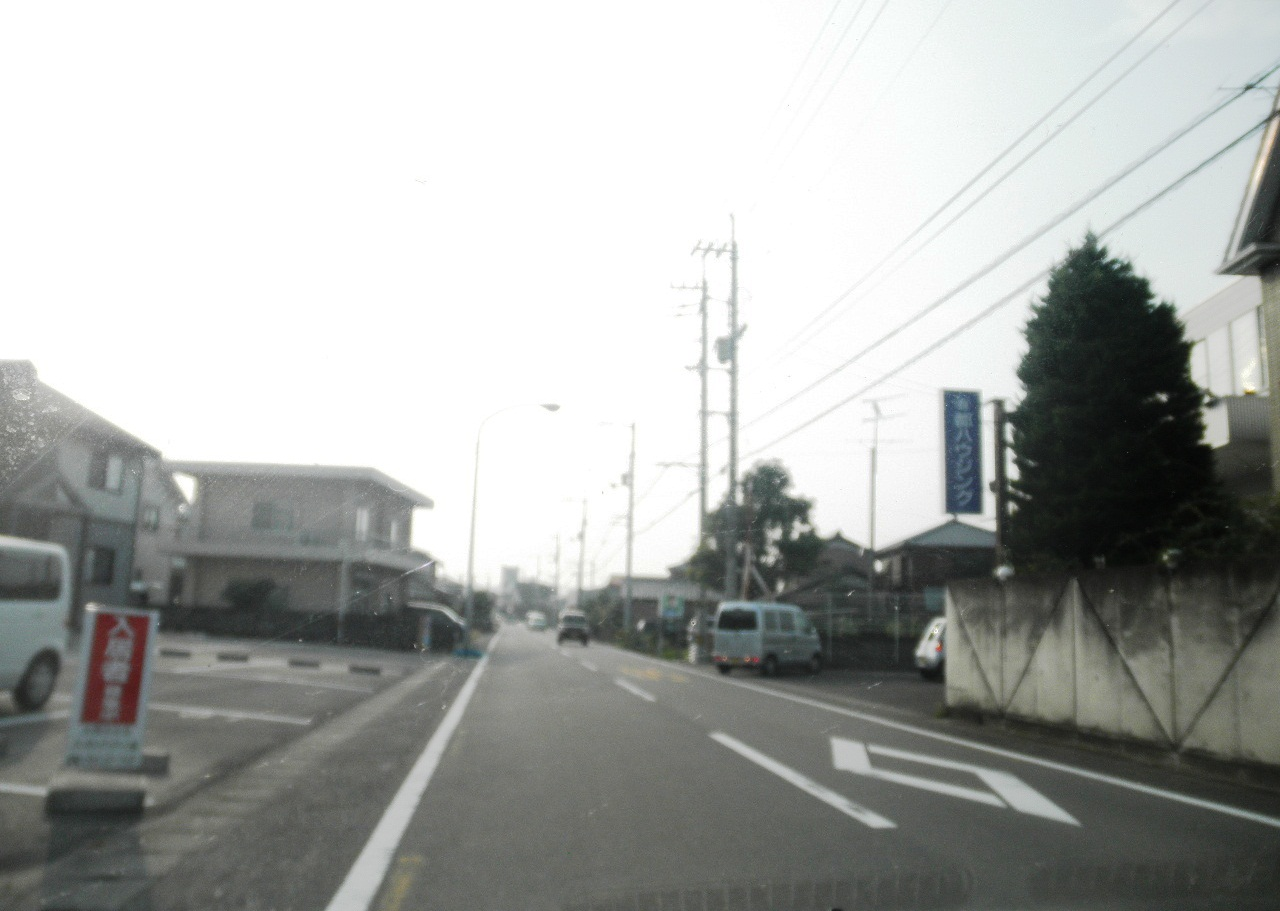
阿南市羽ノ浦町中庄字段上